# Neoterpes graefiaria
Neoterpes graefiaria là một loài bướm đêm trong họ Geometridae.